# The Sand Pebbles
The Sand Pebbles es una película dramática y bélica estadounidense de 1966 producida y dirigida por Robert Wise, con actuación de Steve McQueen, Candice Bergen, Richard Crenna, Richard Attenborough, Mako Iwamatsu y Marayat Andriane, y basada en la novela homónima, de Richard McKenna.
Fue galardonada con el premio Globo de Oro 1967 al mejor actor secundario (Richard Attenborough), con el premio Laurel de Oro 1967 - 2° lugar: drama; y 3° lugar a la mejor actuación (Steve McQueen) y a la mejor actuación secundaria (Richard Crenna); y también obtuvo el premio Golden Reel Award 1967 al mejor montaje de diálogo.

## Argumento
La historia comienza en China en 1926, donde la situación política es caótica, las facciones nacionalistas, comunistas y los señores de la guerra luchan por el poder. Un mecánico naval de la Armada de los Estados Unidos, el rebelde Jake Holman (Steve McQueen), que prefiere la compañía de las máquinas a la de los hombres, y que no ha podido ascender en el escalafón militar, sirviendo en las salas de máquinas de un navío a otro; es asignado al cañonero estadounidense USS San Pablo —un barco de guerra, más bien un cañonero fluvial, de origen español, armado con un cañón de 76 mm y un par de ametralladoras Lewis de 7,62 mm, cuya tripulación es conocida por el apodo de sand pebbles (guijarros de arena), y cuya presencia en China representa la política colonialista occidental, llamada Diplomacia de cañonero.  
A bordo del cañonero, Holman se enfrenta un escenario grotesco. La tripulación estadounidense no hace otra cosa que darse la gran vida, mientras todo el trabajo duro y sucio es realizado por una legión de sirvientes chinos llamados culíes, un vocablo cantonés para esclavos. 
Incluso en la sala de máquinas, los engrasadores, fogoneros y asistentes son culíes chinos. Esto es permitido por el capitán Collins (Richard Crenna), para evitar una situación previa, en la que los chinos se peleaban entre sí por servir a la tripulación del barco. 
Holman no está dispuesto a dejar que alguien más maneje su maquinaria, por lo que se convierte en un intransigente en el interior del USS San Pablo. Intenta advertir que la máquina está a punto de sufrir irreparables daños si no se repara a tiempo, con lo que se gana la oposición del jefe de los culíes, que teme ocultamente por la temporal suspensión de sus magros sueldos durante el período de reparaciones.
Finalmente, un accidente durante la reparación de la máquina causa la muerte del subjefe culí de la sala de máquinas, ante el descontento del jefe de ellos.
Todo ello le gana la antipatía del capitán y el desprecio de la tripulación culí y estadounidense, a excepción de su romántico amigo Frenchy (Richard Attenborough) que a su vez se enamora de una muchacha china y la salva de ser convertida en prostituta, Mayli (Marayat Andriane).
A regañadientes Holman tiene que entrenar a un nuevo jefe culí, y elige al simpático y servicial ayudante de maquinista, Po–Han  (Mako) quien poco a poco se gana la estima de Holman.
Como ingrediente romántico, aborda el cañonero la joven misionera Shirley Eckert (Candice Bergen), quien termina por enamorarse del renegado maquinista, trayendo algo de dulzura a su vida. Sin embargo, ella está sujeta al porfiado y altruista misionero Jameson (Larry Gates), que no reconoce su propia nacionalidad.
El capitán del USS San Pablo está preocupado por la creciente inestabilidad política, y tiene que mantener el nombre de los Estados Unidos fuera del contexto que se vive en las orillas. Solo abrirá fuego y comprometerá al USS San Pablo si la vida de algún estadounidense está en peligro.
Los chinos han adquirido un odio visceral hacia los extranjeros y hacia los chinos cristianos, los cuales son asesinados por miles en las orillas del Yangtsé. Los chinos comunistas solo desean el fin de la dominación colonial extranjera. Desde hace 14 años China era una república independiente, pero en sus ciudades solo reinan los jerarcas locales, algunos de los cuales se enriquecen comerciando con los extranjeros. 
La tripulación del USS San Pablo se ve obligada a reprimir las protestas de los chinos en su contra, primero chorros de agua, y más tarde por medio de las armas.
El capitán, quien está enfrentado a Holman, y además adolece de falta de capacidad de liderazgo con su actitud apegada a las reglas, choca con el rebelde maquinista, que ante cualquier situación que no le parezca justa interviene y contradice las reglas militares.
En una bajada a tierra, el jefe de los culíes envía malintencionadamente a Po-Han a tierra, el cual comienza a ser perseguido por chinos que lo quieren linchar, finalmente lo capturan y frente al USS San Pablo lo someten a torturas. El capitán intenta negociar con los captores, mientras que éstos van infligiendo heridas con cada propuesta a Po-Han, que sufre intensamente. Holman, al ver que el capitán no está a la altura de las circunstancias, toma un fusil y mata a Po-Han para ahorrarle sufrimiento, contrariando con ello las órdenes del capitán.
Ya son dos las muertes causadas por Holman y el capitán para deshacerse de él, le ofrece el traslado o la baja deshonrosa. Holman acepta ser trasladado y se encargará de las máquinas hasta el relevo.
Frenchy, enamorado de Mayli, se casa con ella con una ceremonia china y se juran amor eterno. Esta situación cargada de romanticismo, revela los sentimientos de la profesora Shirley Eckert, quien le declara su amor a un incrédulo Holman, aunque éste le dice crudamente que tal situación romántica no tiene futuro, así como no tiene futuro la de Frenchy con Mayli.
Frenchy muere al contraer pulmonía en una de sus visitas a Mayli. Al no saber de él, Holman cuando es enviado en misión consular, aprovecha para visitar a Frenchy, ignorando que ha muerto. Al llegar se entera, pero unos matones secuestran a Mayli, y Holman tiene que defenderse a tiros de sus agresores.
Los chinos que habían raptado a Mayli la asesinan, y aprovechan el incidente para crear una situación de tensión política. Rodean al USS San Pablo y piden la entrega del supuesto asesino de Mayli, Holman. El cañonero no puede emprender la navegación por el riesgo de encallar en el río Yangtsé, debiendo esperar hasta la próxima primavera.
Esto pone muy nerviosos a los tripulantes del USS San Pablo y ocasiona un intento de motín, en el que el capitán es desobedecido, a la vista de los chinos que claman por la entrega de Holman. El USS San Pablo tiene que recurrir a unos disparos al agua para mantener a raya a los chinos. 
Así, inmóviles en el río, pasan las estaciones, y ya en primavera, el USS San Pablo recibe la misión de rescatar a estadounidenses y otros extranjeros. El capitán Collins cambia de actitud y se propone rescatar al misionero Jameson y su profesora asistente Shirley Eckert, que están en una misión en un lago interior. Por fin puede llevar a cabo los planes que pretendía para conseguir el honor para él y su nave.
El canal por donde tienen que navegar está bloqueado por los chinos y el USS San Pablo se lanza al abordaje de una de las embarcaciones que forman el bloqueo con el objetivo de conseguir romperlo; después de una batalla logra pasar, pero con muchas bajas en ambos lados.
Finalmente, el capitán Collins escoltado por Holman y dos marineros más, logran llegar a la misión, en donde son rodeados por los chinos, muriendo el capitán. Holman a su vez, se ofrece de señuelo mientras sus compañeros consiguen poner a salvo a Shirley Eckert. Cuando Holman ya cree estar a salvo es alcanzado e, incrédulo y preguntándose por qué ha llegado hasta esa situación, fallece.

## Reparto
- Steve McQueen  -  Jake Holman
- Richard Attenborough  - Frenchy Burgoyne
- Richard Crenna  - el teniente Collins
- Candice Bergen  - Shirley Eckert
- Marayat Andriane  - Maily
- Mako - Po-han
- Charles Robinson  - Ensign Bordelles
- Larry Gates  - Jameson
- Simon Oakland  - Stawski
- Ford Rainey  - Harris
- Joe Turkel  - Bronson
- Gavin MacLeod  - Crosley

## Comentarios
- En Español se cambió el título de la película de "The Sand Pebbles" a "El Yang-Tse en llamas" y también como "El cañonero del Yang Tze".
- La película se encuadra en el género bélico y de aventuras, con matices dramáticos, pero se podría considerar como una muestra de antibelicismo, pues pone en muchas ocasiones en duda la necesidad de las guerras y la inutilidad de las muertes que provocan.
- Existe similitud en algunos casos con el incidente del USS Panay.
- La actriz Marayat Andriane (Mayli) es la novelista francesa autora del personaje Emmanuelle, escrita con el seudónimo Emmanuelle Arsan.
- Se rodó en localizaciones de Hong Kong y Taiwán.
- La película ofrece una de las mejores fotografías artísticas de su género.
- El USS San Pablo fue fabricado por la productora para rodar la película y era una réplica del buque USS Villalobos. El USS Villalobos (Gunboat no. 42) fue un barco de la armada española llamado Villalobos botado en Hong Kong en 1896, que fue capturado por los estadounidenses durante la guerra de las Filipinas en 1898, y puesto en servicio para la US Navy en 1900 hasta 1928, cuando fue dado de baja.

## Candidaturas
Este film tuvo nueve candidaturas al Premio Óscar de la Academia: al Mejor actor principal (Steve McQueen); Mejor actor secundario (Mako Iwamatsu); Mejor dirección artística; Mejor puesta en escena; Mejor edición; Mejor Música; Mejor sonido; Mejor color y Mejor Película.